# نبيلة الخطيب
نبيلة طالب محمود الخطيب (1962-) شاعرة أردنية لها العديد من الأعمال الأدبية.

## حياتها
وُلدت نبيلة الخطيب سنة 1962 في الزرقاء، ونشأت في قرية الباذان قرب نابلس.

## التعليم
حصلت على شهادة الدبلوم في اللغة الإنجليزية من كلية المجتمع العربي بعمّان سنة 1986، ثم شهادة البكالوريوس في اللغة الإنجليزية وآدابها من الجامعة الأردنية سنة 1996.

## الخبرات العملية
- عضو رابطة الأدب الإسلامي العالمية، ورئيسة الأديبات الإسلاميات في المكتب الإقليمي/الأردن الذي يضم منطقة بلاد الشام والعراق.[2]
- عضو الاتحاد العام للأدباء والكتاب العرب.
- عضو رابطة الكتاب الاردنيين.
- عضو مؤسس في منتدى الفحيص الثقافي.
- عضو النادي العربي للثقافة والفنون.[3]
- عضو شرف في المركز العربي للثقافة والفنون - أربد.
- عضو شرف في منتدى الكرك الثقافي.
- شغلت عضو هيئة تحرير مجلة أفكار الصادرة عن وزارة الثقافة الأردنية عام2002-2003م
- عضو هيئة تحرير في مجلة «وسام» للأطفال الصادرة عن وزارة الثقافة الأردنية.
- عملت في حقل التدريس.
- تفرغت للحياة الأدبية والعمل الإعلامي منذ عام 2006
- ترأسُ المكتب الإقليمي لرابطة الأدب الإسلامي العالمية في الأردن منذ سنة 2011
- شغلت عضوية اللجنة الإدارية في رابطة الكتاب الأردنيين لفرعها في السلط 2011

## أعمالها الأدبية
- صبا الباذان، شعر، عمّان، 1996.[1]
- الأسد المغرور، قصص للأطفال، دار المنهل عمّان، 2001.
- السباق العجيب، قصص للأطفال، دار المنهل عمّان، 2001.
- ملك الحيوانات، قصص للأطفال، دار المنهل عمّان، 2001.
- ومض الخاطر، شعر، دار الأعلام، عمّان، 2003.
- صلاة النار، شعر، عمّان، 2007.
- عقد الروح، شعر، رابطة الأدب الإسلامي العالمية، الرياض، 2008

## الجوائز التي حصلت عليها
لها نشاط واسع في الساحة الادبية المحلية والعربية والعالمية حيث شاركت في العديد من المهرجانات والأمسيات الشعرية 
و لها العديد من المقابلات والحوارات الادبية والثقافية والإنتاج الأدبي والمقالات ودراسات في الإعجاز القرآني نشرت في الصحف والمجلات المحلية والعربية والعالمية.
لقد نال إنتاجها الأدبي حظاً وافراً من النقد والدراسات في الأردن والعديد من الدول العربية نشرت في الصحف والمجلات والكتب والمعاجم والموسوعات الادبية، وقد قدمت في ديوانها (صبا الباذان) رسالة تخرج في جامعة القدس المفتوحة.
و دخلت أشعارها في رسالتي دكتوراه في الجامعة الأردنية.ترجمت بعض اشعارها إلى الإنجليزية والفرنسية والإسبانية وبعضها تحت الترجمة إلى لغاتٍ أخرى.لها إنتاج أدبي تربوي وافر ومتعدد للاطفال منشور في كتب منهجية وصحف ومجلات، ومسجل على اشرطة تسجيل على شكل قصائد ومسرحيات شعرية ملحنة وقصص للأطفال والكبار.بثت لها الاذاعات والفضائيات المحلية والعربية مقابلات عدة مباشرة ومسجلة.و تم اختيارها كشخصية العام الثقافية النسائية لعام 2005 على مستوى العالم العربي.
اختيرت لتمثيل شعراء بلاد الشام في افتتاح مكتبة البابطين الشعرية 2006م في الكويت، وهي أكبر مكتبة شعرية في الشرق الأوسط.لها برامج إبداعية أدبية من إعدادها وكلماتها وتقديمها في الفضائيات والاذاعات.
- الجائزة الأولى في الشعر في مسابقة رابطة الكتاب الأردنيين عن قصيدة «عندما يبكي الأصيل» 1995.[2]
- الجائزة الأولى في الشعر في مسابقة الشعراء الشباب في الجامعات الأردنية 1996.
- جائزة السيدة الأولى في الشعر من «مجلة السيدة الأولى» الكويتية عام 2000عن مجمل نشاطها الأدبي.
- أفضل عمل محلي - الجائزة الثالثة – في المهرجان الأردني السادس لأغنية الطفل العربي عن قصيدة «أرجوحتي» 2000.
- الجائزة الأولى في مسابقة رابطة الأدب الإسلامي العالمية للأديبات عن ديوانها - عقد الروح- حزيران2001 .
- الجائزة الأولى في مسابقة مؤسسة عبد العزيز سعود البابطين الشعرية - الكويت - عن قصيدة «صهوة الضاد» أيلول 2001.
- الجائزة الذهبية في مهرجان الاذاعات العربية - القاهرة – عن قصيدة «اليتيمة» 2003 .
- الجائزة الأولى في مسابقة نشيد الكشاف المسلم عام 2003 .
- جائزة البجراوية عن الشعر العربي الفصيح من الخرطوم عام 2005م
- وجائزةَ أفضل قصيدة في الوطن العربي من مؤسسة عبد العزيز سعود البابطين للإبداع سنة 2008